# Heliotropium rariflorum
Heliotropium rariflorum là loài thực vật có hoa trong họ Mồ hôi. Loài này được Stocks mô tả khoa học đầu tiên năm 1852.